# طرح کاد
طرح کاد یا طرح کار و دانش طرح و پروژه‌ای در نظام قدیم آموزشی ایران بود که در دهه ۱۳۶۰ و اوایل دهه ۱۳۷۰ در دبیرستان‌های ایران اجرا می‌شد. در این طرح وزارت آموزش و پرورش دانش آموزان دبیرستانی در هر هفته یک روز را برای کارورزی در یکی از مراکز صنعتی و آموزشی طی می‌کردند. بیشتر محصلان پسر در کارگاههای نجاری، تراشکاری، مکانیکی، کابینت سازی، قطعه سازی، داروخانه‌ها و غیره مشغول به کار می‌شدند، و  دختران نیز در مدارس خود دوره‌های خیاطی، بافتنی و کمک‌های اولیه را طی می‌کردند. با شروع دولت ششم جمهوری اسلامی ایران و تصدی محمدعلی نجفی بر وزارت آموزش و پرورش، نظام جدید آموزش متوسطه روی کار آمد، پایه‌ی چهارم دبیرستان حذف و طرح کاد نیز در سال ۱۳۷۳ خورشیدی کنار گذاشته شد.